# Хаукюр Ангантиссон
Хаукюр Ангантиссон (исл. Haukur Angantýsson; 2 декабря 1948, Флатейри, Вестфирдир — 4 мая 2012, Рейкьявик) — исландский шахматист, международный мастер (1981).
Чемпион Исландии 1976 года. Друге результаты в чемпионатах Исландии: 1969 — 3-4, 1979 — 2-3 места.
В составе национальной сборной участник следующих соревнований:
- 4 командных чемпионата мира среди студентов (1968—1970, 1974);
- 19-я шахматная олимпиада (1970) в Зигене;
- 1-я Телешахолимпиада (1977/1978). Команда Исландии дошла до полуфинала.
- отборочный этап 8-го командного чемпионата Европы (1983) в Пловдиве.

## Изменения рейтинга
| Графики недоступны из-за технических проблем. См. информацию на Фабрикаторе и на mediawiki.org. |